# Team 3C Gruppe/2008
Samenstelling van Duitse wielerploeg Team 3C Gruppe 2008:
| Naam                | Geboortedatum | Nationaliteit | Ploeg 2007               |
| ------------------- | ------------- | ------------- | ------------------------ |
| Tobias Erler        | 17-05-1979    | Duitsland     |                          |
| Sebastian Forke     | 13-03-1987    | Duitsland     | Milram Continental Team  |
| Matthias Friedemann | 17-08-1984    | Duitsland     |                          |
| Sergei Fuchs        | 21-02-1987    | Duitsland     |                          |
| Dominic Klemme      | 31-10-1986    | Duitsland     |                          |
| Christian Leben     | 06-04-1985    | Duitsland     | Wiesenhof Felt           |
| René Obst           | 21-06-1977    | Duitsland     |                          |
| Björn Papstein      | 05-06-1975    | Duitsland     |                          |
| Dennis Pohl         | 11-11-1986    | Duitsland     | Heinz Von Heiden - Focus |
| Sébastien Pristl    | 15-09-1987    | Duitsland     |                          |
| Jorg Scherf         | 05-01-1976    | Duitsland     |                          |
| Felix Schäfermeier  | 13-05-1988    | Duitsland     |                          |
| Frank Scherzinger   | 12-04-1986    | Duitsland     |                          |
| Paul Voss           | 26-03-1986    | Duitsland     |                          |